# Hanns von Zehmen
Hanns Carl von Zehmen (* 27. September 1813 in Markersdorf; † 19. Juni 1885 ebenda) war ein deutscher Gutsbesitzer und Politiker aus dem Adelsgeschlecht Zehmen.

## Leben
Von Zehmen war der Sohn des Fideikommissherren auf Zschippach, Markersdorf, Neumühl, Ober-Geißendorf, Belgerhayn, Köhra und Lindhard, Friedrich von Zehmen. Die Mutter war dessen Ehefrau Caroline Henriette Auguste geborene Götz aus dem Hause Litzschen. Er war evangelisch-lutherischer Konfession und heiratete am 15. September 1842 in Dresden Hedwig Adelheid von Fabrice (* 19. September 1816 in Lille; † 12. März 1904 in Dresden), die Tochter des Generals Friedrich von Fabrice.
Von Zehmen war Herr auf Markersdorf, Neumühl, Ober-Geißendorf, Belgerhayn (bis 1852) und Fideikommissherr auf Zschippach. Er war Dompropst in Meißen und großherzoglich sächsischer Kammerherr. Vom 1. Oktober 1857 bis zum 9. November 1859 vertrat er die Virilstimme des Reuß-Köstritzer Paragiums auf dem Landtag Reuß jüngerer Linie.
Sein Erbe wurde auf den ältesten Sohn Friedrich von Zehmen (1843–1897) für Weißendorf, im Minorat zu Markersdorf der jüngste Sohn Hanns von Zehmen (1856–1901), respektive hier dann auf verschiedene Enkel, wie den Familiengenealogen Moritz-Bastian von Zehmen (1888–1948) sowie in Nachfolgeschaft an dessen Neffen Achaz von Zehmen geleitet.